# STCC 2014
La stagione 2014 dello Scandinavian Touring Car Championship è la quinta edizione del campionato e la seconda dalla fusione con TTA – Racing Elite League. È iniziata il 10 maggio al Ring Knutstorp ed è terminata il 20 settembre a Mantorp Park.

## Piloti e scuderie
| Scuderia                         | Vettura        | #  | Pilota                 | Gare     |
| -------------------------------- | -------------- | -- | ---------------------- | -------- |
| Volvo Polestar Racing            | Volvo S60 TTA  | 1  | Thed Björk             | 1-6      |
| Volvo Polestar Racing            | Volvo S60 TTA  | 11 | Fredrik Ekblom         | 1-6      |
| Volvo Polestar Racing            | Volvo S60 TTA  | 13 | Carl Philip Bernadotte | 1-6      |
| Team Tidö                        | Saab 9-3 TTA   | 3  | Richard Göransson      | 1-6      |
| Team Tidö                        | Saab 9-3 TTA   | 8  | Roger Samuelsson       | 1-3, 5-6 |
| Team Tidö                        | Saab 9-3 TTA   | 24 | Jan Nilsson            | 5-6      |
| WestCoast Racing/BMW Dealer Team | BMW SR TTA     | 4  | Fredrik Larsson        | 1-6      |
| WestCoast Racing/BMW Dealer Team | BMW SR TTA     | 5  | Matte Karlsson         | 5        |
| WestCoast Racing/BMW Dealer Team | BMW SR TTA     | 6  | Erik Jonsson           | 1-6      |
| WestCoast Racing/BMW Dealer Team | BMW SR TTA     | 7  | Philip Forsman         | 1-6      |
| Team Kia                         | Kia Optima TTA | 9  | Mattias Lindberg       | 1-6      |
| Team Kia                         | Kia Optima TTA | 10 | Andreas Wernersson     | 1-6      |
| Team Kia                         | Kia Optima TTA | 95 | Linus Ohlsson          | 1-6      |
| Dacia Dealer Team                | Dacia SE TTA   | 20 | Mattias Andersson      | 1-6      |
| PWR Racing                       | Saab 9-3 TTA   | 37 | Daniel Haglöf          | 5-6      |
| PWR Racing                       | Saab 9-3 TTA   | 93 | Emma Kimiläinen        | 1-6      |

## Risultati e classifiche

### Gare
| Gara | Circuito              | Pole position   | Giro veloce       | Pilota vincitore   | Team vincitore                   |
| ---- | --------------------- | --------------- | ----------------- | ------------------ | -------------------------------- |
| 1    | Ring Knutstorp        | Fredrik Larsson | Richard Göransson | Mattias Lindberg   | Team Kia                         |
| 2    | Ring Knutstorp        | Fredrik Ekblom  | Fredrik Ekblom    | Fredrik Ekblom     | Volvo Polestar Racing            |
| 3    | Göteborg City Arena   | Thed Björk      | Fredrik Ekblom    | Erik Jonsson       | WestCoast Racing/BMW Dealer Team |
| 4    | Göteborg City Arena   | Thed Björk      | Thed Björk        | Thed Björk         | Volvo Polestar Racing            |
| 5    | Falkenbergs Motorbana | Fredrik Ekblom  | Fredrik Larsson   | Philip Forsman     | WestCoast Racing/BMW Dealer Team |
| 6    | Falkenbergs Motorbana | Fredrik Ekblom  | Fredrik Ekblom    | Fredrik Ekblom     | Volvo Polestar Racing            |
| 7    | Ring Knutstorp        | Thed Björk      | Mattias Lindberg  | Philip Forsman     | WestCoast Racing/BMW Dealer Team |
| 8    | Ring Knutstorp        | Fredrik Ekblom  | Thed Björk        | Thed Björk         | Volvo Polestar Racing            |
| 9    | Solvalla              | Thed Björk      | Philip Forsman    | Andreas Wernersson | Team Kia                         |
| 10   | Solvalla              | Thed Björk      | Thed Björk        | Thed Björk         | Volvo Polestar Racing            |
| 11   | Mantorp Park          | Fredrik Ekblom  | Fredrik Larsson   | Fredrik Larsson    | WestCoast Racing/BMW Dealer Team |
| 12   | Mantorp Park          | Thed Björk      | Thed Björk        | Fredrik Ekblom     | Volvo Polestar Racing            |

### Classifiche

#### Classifica piloti
| Pos. | Pilota                 | KNU | KNU | GÖT | GÖT | FAL | FAL | KNU | KNU | SOL | SOL | MAN | MAN | Punti |
| ---- | ---------------------- | --- | --- | --- | --- | --- | --- | --- | --- | --- | --- | --- | --- | ----- |
| 1    | Thed Björk             | 7   | 4   | 9   | 1   | 3   | 9   | 4   | 1   | 5   | 1   | 4   | 2   | 279   |
| 2    | Fredrik Larsson        | 4   | 2   | 5   | 5   | 4   | 2   | Rit | 2   | 4   | 5   | 1   | 3   | 246   |
| 3    | Fredrik Ekblom         | 6   | 1   | 7   | NP  | Rit | 1   | Rit | NP  | 12† | 4   | 6   | 1   | 228   |
| 4    | Richard Göransson      | 9   | 3   | 8   | 2   | Rit | 5   | Rit | NP  | Rit | 3   | 4   | 7   | 263   |
| 5    | Philip Forsman         | 2   | 7   | Rit | 8   | 1   | Rit | 1   | 4   | 9   | 2   | 8   | 5   | 158   |
| 6    | Mattias Andersson      | 5   | 5   | 3   | 4   | 5   | 3   | Rit | NP  | 2   | 7   | 9   | 8   | 147   |
| 7    | Linus Ohlsson          | Rit | 6   | 2   | 3   | 8   | 6   | 8   | Rit | 3   | 13  | 3   | 6   | 143   |
| 8    | Mattias Lindberg       | 1   | 8   | 4   | 6   | 11  | 4   | 5   | 3   | 6   | 9   | 11  | 11  | 123   |
| 9    | Andreas Wernersson     | 10† | Rit | Rit | 11† | 7   | 6   | 3   | 5   | 1   | 6   | 2   | 10  | 110   |
| 10   | Erik Jonsson           | 3   | Rit | 1   | 7   | 7   | 7   | 2   | Rit | Rit | NP  | 12  | 12  | 79    |
| 11   | Emma Kimiläinen        | Rit | 9   | Rit | NP  | 2   | 11† | 6   | 7   | Rit | 11  | 10  | 9   | 55    |
| 12   | Carl Philip Bernadotte | Rit | Rit | Rit | 9   | 10  | 10  | 7   | 6   | 10  | 10  | Rit | 13  | 22    |
| 13   | Daniel Haglöf          |     |     |     |     |     |     |     |     | Rit | Rit | 5   | 7   | 20    |
| 14   | Roger Samuelsson       | 8   | 10  | 6   | 10  | 9   | 8   |     |     | 11  | 12  | 14  | 14  | 20    |
| 15   | Mats Carlsson          |     |     |     |     |     |     |     |     | 7   | 8   |     |     | 10    |
| 16   | Jan Nilsson            |     |     |     |     |     |     |     |     | 7   | Rit | 13  | Rit | 4     |
| Pos. | Pilota                 | KNU | KNU | GÖT | GÖT | FAL | FAL | KNU | KNU | SOL | SOL | MAN | MAN | Punti |

| Colore  | Risultato             |
| ------- | --------------------- |
| Oro     | Vincitore             |
| Argento | 2º posto              |
| Bronzo  | 3º posto              |
| Verde   | Finito a punti        |
| Blu     | Finito senza punti    |
| Viola   | Ritirato (Rit)        |
| Viola   | Non classificato (NC) |
| Rosso   | Non qualificato (NQ)  |
| Nero    | Squalificato (SQ)     |
| Bianco  | Non partito (NP)      |
| Bianco  | Non ha gareggiato     |
| Bianco  | Infortunato (INF)     |
| Bianco  | Escluso (ES)          |
| Bianco  | Gara cancellata (C)   |

#### Classifica scuderie
| Pos. | Pilota                           | KNU | GÖT | FAL | KNU | SOL | MAN | Punti |
| ---- | -------------------------------- | --- | --- | --- | --- | --- | --- | ----- |
| 1    | Volvo Polestar Racing            | 85  | 84  | 81  | 83  | 93  | 111 | 537   |
| 2    | WestCoast Racing/BMW Dealer Team | 95  | 49  | 47  | 76  | 71  | 77  | 339   |
| 3    | Team Kia                         | 37  | 50  | 41  | 61  | 54  | 41  | 281   |
| 4    | Team Tidö                        | 44  | 60  | 40  | 10  | 41  | 30  | 225   |
| 5    | Dacia Dealer Team                | 32  | 46  | 37  | 12  | 32  | 12  | 171   |
| 6    | PWR Racing                       | 12  | 4   | 24  | 26  | 8   | 33  | 107   |
| Pos. | Pilota                           | KNU | GÖT | FAL | KNU | SOL | MAN | Punti |

| Colore  | Risultato             |
| ------- | --------------------- |
| Oro     | Vincitore             |
| Argento | 2º posto              |
| Bronzo  | 3º posto              |
| Verde   | Finito a punti        |
| Blu     | Finito senza punti    |
| Viola   | Ritirato (Rit)        |
| Viola   | Non classificato (NC) |
| Rosso   | Non qualificato (NQ)  |
| Nero    | Squalificato (SQ)     |
| Bianco  | Non partito (NP)      |
| Bianco  | Non ha gareggiato     |
| Bianco  | Infortunato (INF)     |
| Bianco  | Escluso (ES)          |
| Bianco  | Gara cancellata (C)   |